# Henry Holmes
|  | Per a altres significats, vegeu «H. H. Holmes». |

Henry Holmes (Londres, 1839 – San Francisco, Califòrnia, EUA, 9 de desembre de 1905) fou un compositor i violinista anglès.
Al principi acompanyà al seu germà Alfred en gires per tot Europa, i en la mort d'aquell s'establí a Londres on fou professor de violí del Royal College of Music, i on entre els seus alumnes hi tingué a Arthur Elwell Fisher. Compongué cinc simfonies, una obertura de concert, dos quintets, per a instruments d'arc, Praise ye the lord (cantata), Christmas (cantata), un concert per a violí, i diverses melodies vocals i solos per a violí. Va morir durant una gira pels Estats Units.